# Remy De Muynck
Remy De Muynck, Varsenare 22 december 1913 – Antwerpen 21 augustus 1979, was een Belgisch schrijver en kunstenaar onder het pseudoniem Saint-Rémy.

## Levensloop
Saint-Rémy was een veelzijdig kunstenaar: aquarellist, graficus, kalligraaf, boekbandontwerper, tekenaar, dichter, romancier en vertaler. Hij schreef zowel in het Frans als in het Nederlands. Hij beheerde een boekhandel en uitgeverij onder de namen Orion (1945-1954) en Librairie des Arts / Kunst en Letteren (1958-1972).
Na lagere en middelbare studies in Brugge en Oostende, studeerde De Muynck aan de Hogere Zeevaartschool in Antwerpen en monsterde aan op commerciële schepen.
Vanaf 1934 begaf hij zich op het schrijverspad en publiceerde hij de roman Herwig bij de Brugse drukker Verbeke-Cappoen. In 1938 verscheen zijn eerste dichtbundel bij Varior in Sint-Amandsberg. Hetzelfde jaar publiceerde hij een vertaling (gedaan samen met Peter Thiry, de zoon van Antoon Thiry) van Het leven met vader van Clarence Day.
Als gevolg van de oorlogsjaren bleef hij vanaf 1940 aan de wal en begon voor zijn broodwinning te werken als vertaler en als recensent, onder andere voor Het Vlaamsche Land, een collaboratiekrant, wat hem na de oorlog enige moeilijkheden zou bezorgen. Hij publiceerde herhaaldelijk bij de Nieuwe Ordegezinde uitgeverij Die Poorte, onder meer in 1941 de door hem vertaalde roman van Clarence Day Moeder en wij en in 1943 de eveneens door hem vertaalde roman Unser Freund Peregrin van de nazi-sympathisante Ina Seidel. Hij stelde nog in 1943 een bloemlezing met moderne Finse poëzie samen, waarvoor hij de inleiding schreef. Het boekje verscheen bij De Nederlandsche Boekhandel. Daarnaast publiceerde hij ook zijn eigen gedichten.
Hij kwam in 1944, na de bevrijding, in aanraking met het Belgisch gerecht, maar werd niet vervolgd. Van 1945 tot 1954 baatte hij aan de Antwerpse Katelijnevest de boekhandel-uitgeverij Orion uit en was de uitgever van een twintigtal boeken. Hij werkte tevens mee aan de krant De Antwerpsche Gids. Zijn eerste uitgave in 1946 was De bloemen van den booze, een vertaling van Les Fleurs du Mal van Charles Baudelaire, door Bert Decorte met een inleiding van Herman Teirlinck. Hij gaf ook een eigen gedicht in het Nederlands uit, onder de titel Odussee 1940. Orion publiceerde in 1948, in samenwerking met de jezuïet Jozef van Mierlo, Het gulden boek van Maria, een verzameling teksten en foto’s van kunstwerken met Onze-Lieve-Vrouw als onderwerp. 
Er ligt tussen 1948 en 1958 een hiaat wat betreft het uitgeven. Na 1954 doopte hij zijn boekhandel en uitgeverij om tot Librairie des Arts - Kunsten en Letteren en verhuisde naar de 'Galerie Moderne' in de Huidevettersstraat. Hij handelde er hoofdzakelijk in antiquarische boeken en prenten evenals in zijn eigen uitgaven en publiceerde er in 1958 Poèmes de Georges, zijn eerste bundel Franstalige gedichten, ter nagedachtenis van een overleden vriend.
Voor wat zijn uitgaven betreft, ze bestonden uit zijn eigen dichtbundels, uit door hem uitgevoerde vertalingen en uit werk van enkele bevriende auteurs. Het ging bijna uitsluitend om bibliofiele uitgaven in beperkte oplage, door hem zelf grafisch ontworpen, ook wat betreft de boekband, en meestal geïllustreerd met houtsneden of aquarellen van zijn hand.
De Académie royale de langue et de littérature françaises de Belgique verleende in 1962 aan hem en aan Alain Germoz, Robert Haveniz, Paul Neuhuys, Etienne Schoonhoven en Guy Vaes, de Auguste Michotprijs voor hun gezamenlijke bundel Echanges Poétiques. Hij ontving in 1967 dezelfde prijs voor Les Quatrains de Thalie. Hij vertaalde werk van Maurice Gilliams in het Frans: L'hiver à Anvers (1965) en Elias ou le combat contre les rossignols (1968). en hij was in 1969 medeorganisator in het Letterenhuis van de tentoonstelling gewijd aan de schilder, graficus en schrijver Edmond Van Offel (1871-1959). Hij publiceerde De wereld van Edmond van Offel. 
Bij zijn uitgeverij verschenen onder meer: 
- Marie Gevers, Il fait dimanche sur la mer (1966), een bloemlezing van gedichten door Emile Verhaedren.Il fait dimanche sur la mer (1966).
- Marie Gevers, Parabotanique (1964).
- Marie Gevers, Almanach perpétuel des fruits offerts aux signes zodiaque. Ornés de gravures vénitiennes du XVe siècle (1965).
- Guy Vaes, La flèche de Zénon. Essay sur le temps romanesque(1966).
- Guy Vaes, Londres ou le Labyrinthe brisé (1968).
- Leonard Nolens, Orpheus-handen, gedichten (1969).
- Adriaan Roland Holst, een herschepping van diens cyclus Een winter aan zee onder de titel Un hiver océan, ingeleid door Guy Vaes (1969). Een bibliofiele uitgave verscheen met drieënzestig houtsneden van De Muynck. In 1970 organiseerde het Letterenhuis een tentoonstelling van de bibliofiele edities van Een winter aan zee en van schilderijen, houtsneden, aquarellen en gouaches van De Muynck. De relatie tussen Adriaan Roland Holst en Saint-Rémy gaf verdere aanleiding tot volgende uitgaven en tentoonstellingen:
  - Adriaan Roland Holst: Een Winter aan Zee. Met drieënzestig houtsneden van Saint-Rémy. Honderd exemplaren op Lana velijn, genummerd en gesigneerd door de dichter en de houtsnijder, Antwerpen, uitg. Kunsten en Letteren, 1969. .
  - 1970: Tentoonstelling Een winter aan Zee, Un hiver Océan, in het Archief en Museum voor het Vlaamse Cultuurleven, Antwerpen, 17 januari – 20 februari 1970. Catalogus Een Winter aan Zee, poëma van Adriaan Roland Holst, composities van Saint-Rémy, 24 p.
  - 1970: Tentoonstelling  Een winter aan Zee, Un hiver Océan, in het Europacollege Brugge, 19 juni – 9 juli 1970.
  - 1973: Tentoonstelling  Een winter aan Zee, Un hiver Océan, te Laren, 7 augustus 1973

Na 1972 deed hij beroep op andere uitgeverijen zoals De Nederlandsche Boekhandel, de uitgeverijen Contramine en Walter Soethoudt. Bij deze laatste publiceerde hij een gefictionaliseerde autobiografie onder de titel Helena's, Magdalena's, Mona Lisa's en Sibyllen en de gedichtenbundel Achilleus megalopsuchos. De fusillade was het eerste deel van een romantrilogie. Het tweede deel De schipbreukeling rolde postuum in 1982 van de persen en het derde deel De Augiasstal bleef onvoltooid.
In 1977-1979 publiceerde hij zijn laatste dichtbundels Diep in de velden van Elysium (1977), Het poëma van de Groene Hoek (1978), Annus Mirabilis (1978) en Een zomer aan zee (1979) bij Walter Soethoudt.

## Publicaties
- Attila. Een verhaal voor kinderen, Brugge: J. Verbeke-Cappoen, 1934.
- Herwig, roman, Brugge, J. Verbeke-Cappoen, 1934.
- Het lied, roman, Brugge, J. Verbeke-Cappoen, 1934.
- Ebbe en Vloed, poëzie, Sint-Amandsberg, Cahiers van de Winterkluis, 1938.
- Britt Marie Colstrup, roman door Enjar Smith (1878-1928), uit het Zweeds vertaald, Oude God-Antwerpen, Uitgeverij Die Poorte.
- Het leven met vader, roman door Clarence Day (1974-1936), uit het Engels vertaald, Oude God-Antwerpen, Uitgeverij Die Poorte.
- Gobsman: aardappelen, roman door Luwig Nordstrom, uit het Zweeds vertaald, Oude God-Antwerpen, Uitgeverij Die Poorte,  1940.
- Het spoor, poëzie, Oude God-Antwerpen, Uitgeverij Die Poorte, 1941.
- Moeder en wij, roman door Clarence Day, uit het Engels vertaald, Oude God-Antwerpen, Uitgeverij Die Poorte, 1943.
- De aarde, roman door Jorden Thit Jensen, uit het Deens vertaald, Oude God-Antwerpen, Uitgeverij Die Poorte, 1943.
- De moderne Finsche poëzie, bloemlezing, Antwerpen, N.V. De Nederlandsche Boekhandel, 1943.
- Vriend Peregrin. Het dagboek van Jürgen Brook, roman door Ina Seidel, uit het Duits vertaald, Oude God-Antwerpen, Uitgeverij Die Poorte, 1943.
- Odussee 1940, poëzie, Antwerpen, privé uitgave [omega], 1946.
- Zweedsche volkssagen, verhalen door G. en J. Sahlgren, uit het Zweeds vertaald, Antwerpen, Uitgeverij De Vlijt, 1946.
- Zo is vader, roman, (vertaling uit het Engels), Antwerpen, Orion, 1947.
- Het gulden boek van Maria, kunstboek, Antwerpen, Orion, 1948, samen met J. Van Mierlo jr. Heruitgave in 1963.
- Les poèmes de Georges, poëzie, A la mémoire de Georges Vanderelst mon ami bien aimé, Antwerpen, Librairie des Arts, 1958.
- De zon mijn schaduw, poëzie, Antwerpen, Librairie des Arts, 1959.
- Echanges Poétiques, Recueil collectif, Antwerpen, Librairie des Arts, 1962.
- Tao Te King ou la Jonction Suprême, Antwerpen, De Vlijt, 1962.
- Cheng-Tsan : Le Poème de la foi éprouvée et de l Esprit illuminé, Antwerpen, Librairie des Arts, 1964.
- Diego de Silva Velázquez: quatre prolégomènes et un fragment d’essai, Antwerpe, Librairie des Arts, 1965.
- Maurice Gilliams: L’hiver à Anvers, suivi de: Margaretha-Elisabeth, Georgina, L’Homme dans le Brouillard, Douze Poèmes, (vertaalde poëzie), Antwerpen, Librairie des Arts, 1965.
- Les quatrains de Thalie, poëzie, Antwerpen, Librairie des Arts, 1966 & 1969.
- Sancho, goeverneur, Oorspronkelijke auteur Miguel de Cedrvantes, Antwerpen, De Vlijt, 1967.
- Elias, ou Le combat contre les rossignols, suivi de: Monsieur Albéric, vertaling van Maurice Gilliams, Elias of het gevecht met de nachtegalen, Antwerpen, Librairie des Arts, 1968.
- Un hiver océan, vertaling van Adriaan Roland Holst, Een winter aan zee, Antwerpen, Librairie des Arts, 1969.
- Le poème de Bickelchen, poëzie, Antwerpen, De Muynck, 1970 en 1975.
- De kikvorsen: karikatuur, Oud Grieks toneel naar Aristofanes, Antwerpen, Kunsten en Letteren, 1971.
- Six poètes néerlandais: Herman Gorter – Jan Hendrik Leopold – Jan Slauerhoff – Hendrik Marsman – Gerrit Achterberg – Adriaan Roland Holst. Poèmes créés en français par Saint-Rémy, Antwerpen, Librairie des Arts, 1971.
- De natuur. De zuiveringen vertaling van oud-griekse teksten van Empedocles, Antwerpen, Librairie des Arts, 1972.
- Dylan Thomas – Zestien gedichten, Welshe poëzie in vertaling, Antwerpen, De Muynck, 1972.
- Polumetis. Verzen, 1934-1968, verzamelbundel, Antwerpen, De Nederlandsche Boekhandel, 1972.
- De vijfde ruiter van de Apocalypsis: in memoriam Kamiel de Muynck, rouwgedichten bij het overlijden van zijn vader, Antwerpen, 1973.
- In memoriam Joris de Muynck, gelegenheidsbundel, Antwerpen, 1974.
- Helena's, Magdalena's, Mona Lisa's en Sibyllen. Een boeket romances met een bezoek aan James Ensor en een apparietie van John Keats, novellenbundel, Antwerpen: Walter Soethoudt, 1975.
- Achilleus. Megalopsuchos (Man-met-de-grote-ziel, poëzie, Antwerpen, Walter Soethoudt, 1975.
- Tao te King, vertaling van de filosofie van Laozi, Antwerpen, Walter Soethoudt, 1975.
- Defixio memoriae, poëzie, Antwerpen, Contramine, 1975.
- Nooit zal het rijk der doden heersen over ons, zestien gedichten, Welsche poëzie van Dylan Thomas in vertaling, Antwerpen, Walter Soethoudt & ’s Gravenhage: Nijgh en Van Ditmar, 1977.
- De fusillade, roman, Antwerpen, Walter Soethoudt & ‘s Gravenhage, Nijgh en Van Ditmar, 1977. De fusillade is het eerste deel van een trilogie. De titels van de volgende delen zijn  II. De schipbreukeling en III. De Augiasstal.
- Diep in de velden van Elysium, poëzie, Antwerpen, Walter Soethoudt & ’s Gravenhage: Nijgh en Van Ditmar, 1977.
- Het poëma van de Groene Hoek, poëzie, Antwerpen, Walter Soethoudt, 1978.
- Annus mirabilis, poëzie, bloemlezing en onuitgegeven gedichten, Antwerpen, Walter Soethoudt, 1978.

### Postume uitgaven
- Een zomer aan zee, poëzie, Antwerpen, Walter Soethoudt. 1979.
- La mort adultère: quatrains d’un ressuscité, poëzie, Antwerpen, Walter Soethoudt, 1980.
- De schipbreukeling, roman, Antwerpen, Walter Soethoudt, 1982. De schipbreukeling is het tweede deel van een trilogie.

## Websites
- DBNL. Remy De Muynck.
- Schrijversgewijs. De Muynck, Remy (Saint-Rémy).
- Maison de la Poésie. De Muynck Remy.
- Archives et Musée de la littérature française. Rémy (Saint-Rémy) De Muynck [BE (1913-1979)].